# Kay Ivey
Kay Ivey (hay Kay Ellen Ivey, sinh ngày 15 tháng 10 năm 1944) là một chuyên gia tài chính, chính trị gia người Mỹ. Bà hiện là Thống đốc thứ 54 và đương nhiệm của tiểu bang Alabama kể từ năm 2017. Là Đảng viên Đảng Cộng hòa, bà nguyên là Phó Thống đốc thứ 30 của Alabama từ năm 2011 đến năm 2017; Bộ trưởng Ngân khố Alabama thứ 38 từ năm 2003 đến năm 2011. Kay Ivey trở thành nữ Thống đốc thứ hai trong lịch sử của Alabama và nữ Thống đốc đầu tiên của Đảng Cộng hòa sau khi người tiền nhiệm Robert J. Bentley từ chức. Bà đã giành chiến thắng trong cuộc Tổng tuyển cử Thống đốc năm 2018 với tỷ lệ cách biệt lớn trước ứng viên Đảng Dân chủ Walt Maddox. Ở tuổi 74, bà là Thống đốc cao tuổi nhất của Hoa Kỳ khi nhậm chức.
Kay Ivey từng là Đảng viên Đảng Dân chủ rồi chuyển sang Đảng Cộng hòa, trở thành chính trị gia bước vào chính trường với các chính sách của phe bảo thủ như cấm phá thai, siết chặt hình sự và rút lại Đạo luật Medicaid. Kay Ivey và Thống đốc Tennessee giáp ranh Bill Lee đều thuộc Đảng Cộng hòa, từng là cựu sinh viên Đại học Auburn.

## Xuất thân và giáo dục
Kay Ivey sinh ngày 15 tháng 10 năm 1944, tại thành phố Camden, quận Wilcox, Alabama, Hoa Kỳ. Bà là người con duy nhất của Boadman Nettles Ivey (1913 – 1997) và Barbara Elizabeth (Nettles) Ivey (1915 – 1998). Bố của bà là một sĩ quan quân đội trong Thế chiến thứ hai, làm việc ở cộng đồng Gees Bend, Alabama trong chương trình liên bang và Cơ quan Quản lý Nội vụ Nông dân Hoa Kỳ sau khi giải ngũ. Kay Ivey lớn lên ở quê nhà Camden, làm việc trong trang trại của gia đình. Bà tốt nghiệp Đại học Auburn, là thành viên của nhóm huynh đệ phái nữ Alpha Gamma Delta, với vai trò là Chủ tịch lớp cam kết năm thứ nhất, và làm việc trong Hiệp hội Chính phủ Sinh viên Auburn (Student Government Association). Bà từng tham gia diễn xuất một tiểu phẩm blackface trong thời đại học, về sau đã xin lỗi vì hành vi có tính phân biệt đối xử đó. Năm 1967, Kay Ivey chuyển đến California sau một cuộc hôn nhân và trở thành giáo viên trung học trong vài năm. Sau khi ly hôn, bà quay trở lại Alabama và làm việc tại Ngân hàng Quốc gia Merchants, triển khai chương trình trường học để thúc đẩy hiểu biết về tài chính.

## Sự nghiệp
Năm 1979, Kay Ivey được Thống đốc Fob James bổ nhiệm phục vụ trong nội các tiểu bang. Bà là thư ký của Hạ viện Alabama từ năm 1980 đến năm 1982 và là Trợ lý Giám đốc Văn phòng Phát triển Alabama từ năm 1982 đến năm 1985. Năm 1982, bà tranh cử vị trí Kiểm toán tiểu bang với tư cách ứng viên Đảng Dân chủ nhưng không thành công. Bà là Giám đốc Truyền thông và Sự vụ Chính phủ của Ủy ban Giáo dục Alabama từ năm 1985 đến năm 1998. Năm 2002, bà rút khỏi Đảng Dân chủ, gia nhập Đảng Cộng hòa.

### Bộ trưởng Ngân khố Alabama

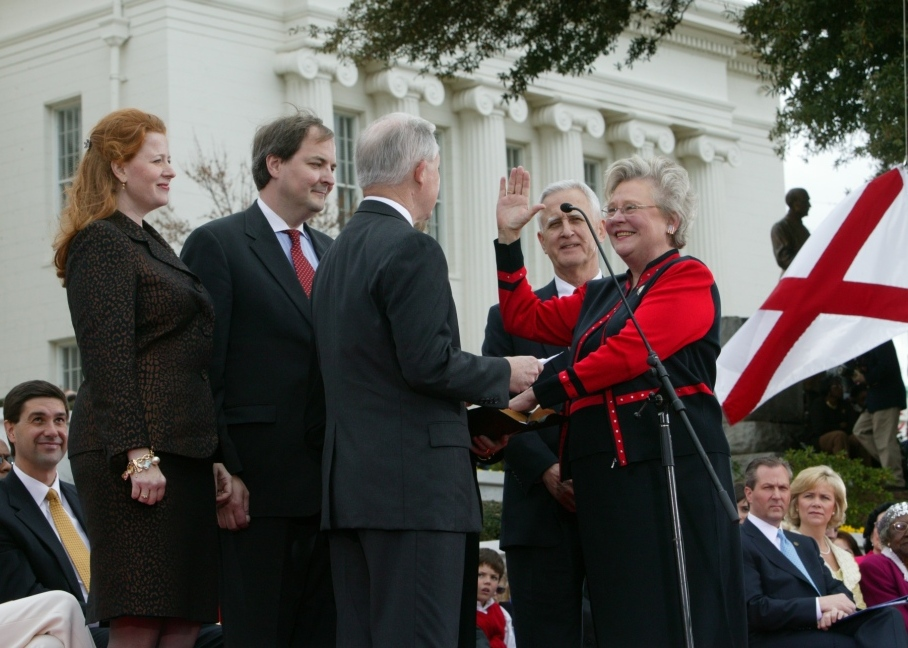
Kay Ivey tuyên thệ nhậm chức Bộ trưởng Ngân khố Alabama với Jeff Sessions.

Kay Ivey nhậm chức Bộ trưởng Ngân khố Alabama vào năm 2003, sau khi đánh bại ứng viên Dân chủ Stephen Black trong cuộc bầu cử năm 2002, với tỷ lệ 52–48%. Năm 2006, bà tái đắc cử bằng chiến thắng trước ứng viên Dân chủ Steve Segrest với tỷ lệ 60–40%. Bà là Bộ trưởng Ngân khố Alabama đầu tiên được bầu của Đảng Cộng hòa kể từ Kỷ nguyên tái thiết Hoa Kỳ. Với tư cách là Bộ trưởng Ngân khố, bà phụ trách giám sát sự sụp đổ tài chính gần như hoàn toàn của chương trình giáo dục đại học Alabama (PACT). Theo chương trình này, hàng chục ngàn gia đình ở Alabama đã được tiểu bang đảm bảo về khoản đầu tư của họ vào chương trình PACT sẽ hỗ trợ cho con cái họ học phí bốn năm tại bất kỳ trường cao đẳng nào của tiểu bang. Sau khi chương trình bắt đầu, nhiều trường cao đẳng của bang đã tăng học phí với tỷ lệ cao hơn ít nhất gấp ba lần so với tỷ lệ lạm phát, khiến chương trình trở nên không bền vững về mặt tài chính và sau đó đã được Hội đồng Lập pháp Alabama cứu trợ.

### Phó Thống đốc Alabama

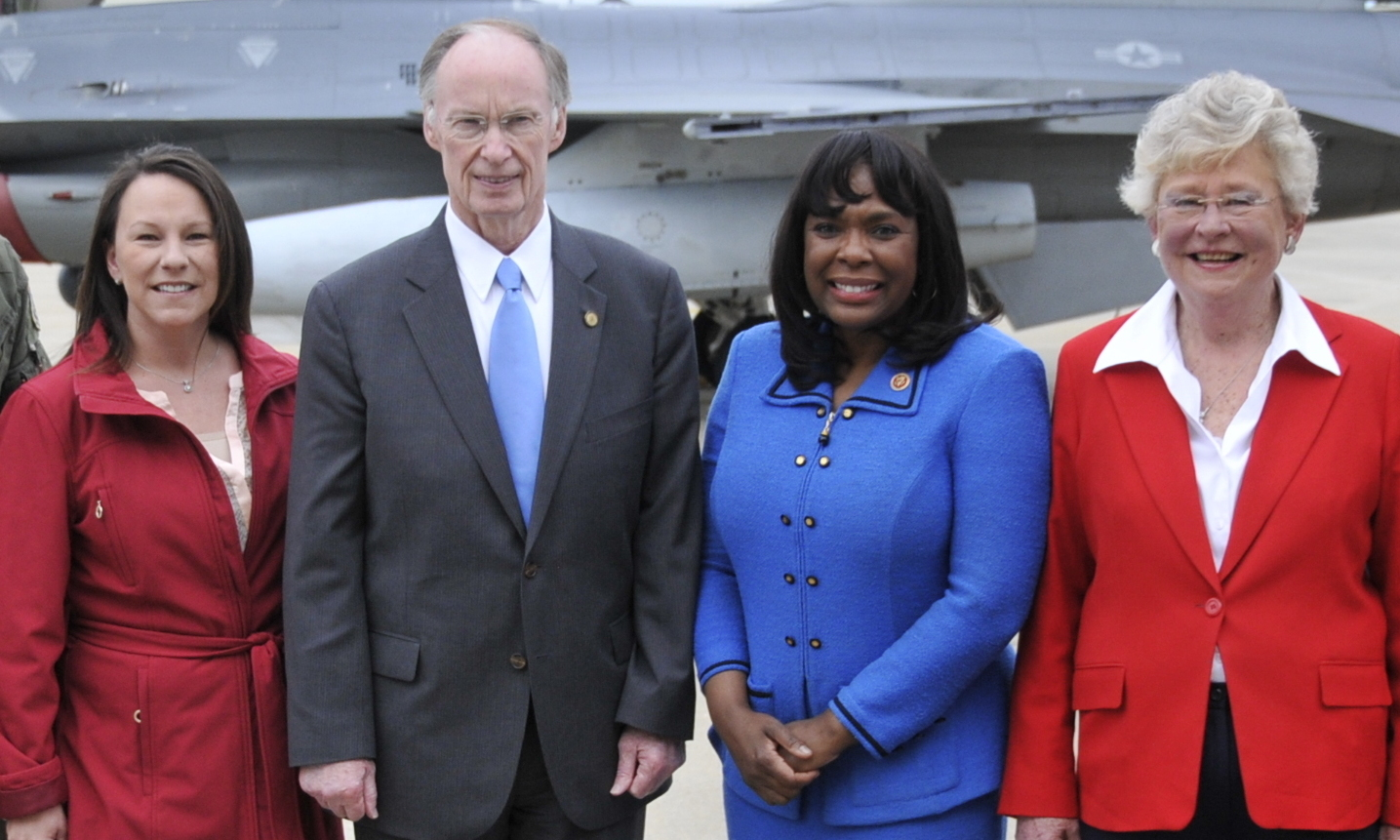
Hạ nghị sĩ Martha Roby, Thống đốc Robert J. Bentley, Hạ nghị sĩ Terri Sewell và Kay Ivey năm 2014.

Theo Hiến pháp Alabama, Kay Ivey không đủ điều kiện để tái đắc cử nhiệm kỳ thứ ba ở vị trí Bộ trưởng Ngân khố tiểu bang. Do đó, năm 2009, bà tuyên bố ứng cử vào danh sách ứng viên của Đảng Cộng hòa cho vị trí Thống đốc trong cuộc bầu cử năm 2010, danh sách gồm bảy ứng cử viên. Vào tháng 3 năm 2010, bà từ bỏ cuộc tranh cử Thống đốc và tranh cử vị trí Phó Thống đốc. Bà đã đối đầu với Thượng nghị sĩ tiểu bang Hank Erwin của Montevallo và Gene Ponder của Baldwin trong nội bộ Đảng Cộng hòa. Trong cuộc bầu cử sơ bộ tháng 6 năm 2010, bà đã giành được đề cử với 56,6% phiếu bầu, so với 31,4% của Hank Erwin và 12% của Gene Ponder.
Trong cuộc bầu cử tháng 11 năm 2010, Kay Ivey đã đánh bại Phó Thống đốc đương nhiệm của Đảng Dân chủ Jim Folsom Jr. với 764.112 phiếu bầu so với 718.636 của Jim Folsom. Trong nhiệm kỳ tiếp theo năm 2014, bà tiếp tục tranh cử Phó Thống đốc, nhận được sự hỗ trợ của các nhóm vận động hành lang lớn gồm Hội đồng Doanh nghiệp Alabama, Hiệp hội Bán lẻ Alabama, Liên đoàn Nông dân Alabama và Hiệp hội Lâm nghiệp Alabama. Bà đã đánh bại Stan Cooke trong vòng sơ bộ, với 257.588 phiếu bầu (61,68%) so với 160.023 phiếu bầu của Stan Cooke (38,32%). Trong cuộc tổng tuyển cử, bà phải đối mặt với ứng cử viên Dân chủ James C. Fields, một cựu Dân biểu tiểu bang. Vào tháng 11 năm 2014, bà đã thắng cử với 738.090 phiếu bầu so với 428.007 của James C. Fields. Đây là lần đầu tiên một Đảng viên Cộng hòa tái đắc cử chức vụ Phó Thống đốc trong lịch sử của Alabama.

### Thống đốc Alabama

#### Kế nhiệm

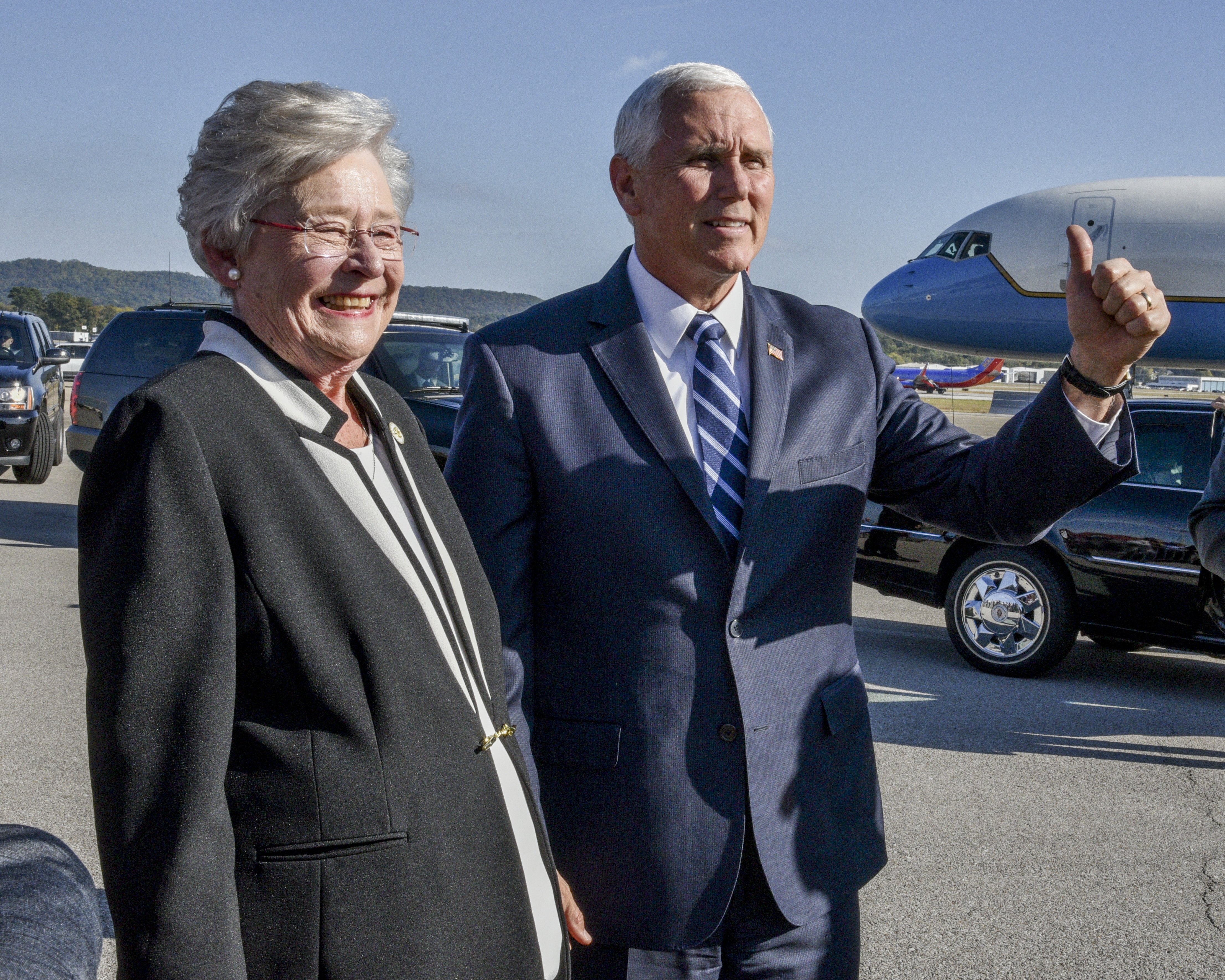
Kay Ivey và Mike Pence năm 2018.

Ngày 10 tháng 4 năm 2017, Thống đốc Alabama Robert Bentley đã từ chức vì bê bối chính trị. Phó Thống đốc Kay Ivey tuyên thệ nhậm chức Thống đốc. Bà là nữ Thống đốc thứ hai trong lịch sử của bang. Người đầu tiên là Lurleen Wallace, vợ của George Wallace. Ngay tháng đầu tiên, bà đã ký một dự luật thành luật cấm các thẩm phán bỏ qua đề nghị của bồi thẩm đoàn về án tử hình trong các vụ án giết người. Trước đây, Alabama là tiểu bang duy nhất có quyền tư pháp cho phép thẩm phán tuyên án tử hình bị cáo khi bồi thẩm đoàn đề nghị mức án chung thân không ân xá. Trước khi dự luật được thông qua, kế hoạch tuyên án của Alabama đã bị Tòa án Tối cao Hoa Kỳ coi là vi hiến.
Vào tháng 5 năm 2017, bà đã ký các dự luật gồm: dự luật giảm thủ tục, tiến hành nhanh chóng việc kháng nghị án tử hình và đẩy nhanh các vụ hành quyết ở Alabama; dự luật cấm dỡ bỏ bất kỳ tượng đài nào được trưng bày công khai, đổi tên bất kỳ đường phố hoặc tòa nhà công cộng nào đã tồn tại từ 40 năm trở lên – bảo vệ các di tích của Liên minh miền Nam tại Alabama; dự luật cấm bỏ phiếu chéo; dự luật cho phép các cơ quan nhận con nuôi từ chối nhận con nuôi đối với các cặp đồng tính, một dự luật bị chỉ trích bởi Chiến dịch Nhân quyền. Vào tháng 9 năm 2017, bà thông báo rằng sẽ tham gia tranh cử cuộc bầu cử Thống đốc năm 2018. Trong cuộc tổng tuyển cử này, bà đã đánh bại ứng viên Dân chủ Walt Maddox với tỷ lệ 59,46–40,39, tiếp tục là Thống đốc Alabama nhiệm kỳ tiếp theo. Bà tuyên thệ nhậm chức ngày 14 tháng 1 năm 2019.

#### Về kinh tế
Vào ngày 6 tháng 4 năm 2018, Kay Ivey đã ký một dự luật miễn trừ việc đăng ký làm nhà vận động hành lang của các chuyên gia phát triển kinh tế theo luật đạo đức của Alabama. Dự luật được chính trị gia Ken Johnson tài trợ. Bà tuyên bố rằng đạo luật sẽ cho phép bang duy trì tính bình đẳng với các bang khác, tăng khả năng thu hút nhân tài và các dự án phát triển kinh tế của Alabama. Vào ngày 9 tháng 4, bà đã ký một dự luật mở rộng phạm vi tiếp cận của Đạo luật chuyển tiền thuế sử dụng cho người bán được đơn giản hóa để thu mua các giao dịch mua từ các nhà cung cấp bên thứ ba bán sản phẩm thông qua Amazon và các thị trường trực tuyến khác. Trong một thông cáo báo chí, bà cho biết luật này sẽ giúp mang lại sự cân bằng cạnh tranh giữa các nhà bán lẻ truyền thống ở Alabama và người bán trực tuyến bên thứ ba, đồng thời hợp lý hóa việc thu thuế sử dụng hiện đang phải nộp đối với các giao dịch trực tuyến. Vào tháng 8, bà bổ nhiệm Kelly Butler làm Giám đốc Tài chính Alabama.

#### Về xã hội

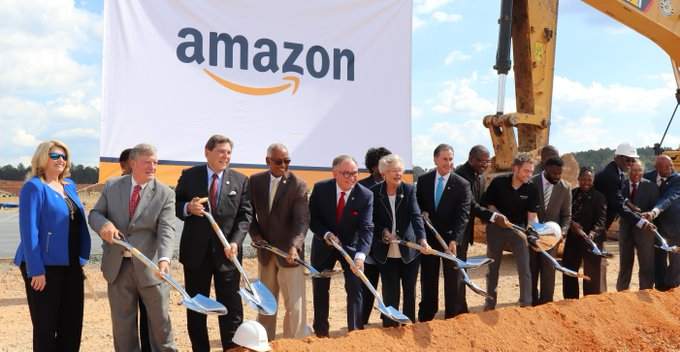
Động thổ xây dựng Trung tâm Amazon ở Alabama năm 2018.

Về giáo dục: tháng 10 năm 2018, Kay Ivey đã công bố ý định thành lập một hội đồng cố vấn với mục đích nghiên cứu các cách cải thiện việc giảng dạy khoa học, công nghệ, kỹ thuật và toán học trong trường học để đáp ứng kỳ vọng về nhu cầu việc làm mạnh mẽ trong thập kỷ 20. Mục tiêu đẩy mạnh công việc liên quan đến STEM. Về vũ khí: tháng 5 năm 2018, bà đã ký một bản ghi nhớ cho phép ban giám hiệu các trường học Alabama có súng tại trường học nếu họ đủ điều kiện theo Chương trình Alabama Sentry, cấp phép sử dụng vũ lực để bảo vệ sinh viên, giảng viên, nhân viên trường học. Đề xuất đã nhận được sự chỉ trích từ các thành viên của cả hai bên.
Về sinh sản: ngày 15 tháng 5 năm 2019, Kay Ivey đã ký Dự luật Hạ viện 314 về việc hình sự hóa việc phá thai kể từ tháng 11 năm 2019, trừ trường hợp tính mạng của người mẹ bị đe dọa hoặc thai nhi có thể không sống sót. Dự luật cấm phá thai này quy định án tù lên đến 99 năm cho các bác sĩ thực hiện phẫu thuật phá thai; mang ý nghĩa mâu thuẫn với phán quyết của Tòa án Tối cao Hoa Kỳ ở án lệ Roe v. Wade. Đạo luật cấm phá thai này cũng trở nên nổi tiếng vì không cho phép ngoại lệ phá thai trong các trường hợp hiếp dâm hoặc loạn luân. Vào ngày 29 tháng 10, ngay trước khi luật có hiệu lực, một thẩm phán liên bang đã chặn đạo luật, Chính phủ Alabama bày tỏ ý kiến với Tòa án Tối cao sẽ lật lại phán quyết kháng cáo.
Về sức khỏe: tháng 3 năm 2018, Kay Ivey thông báo rằng Alabama sẽ xin phép để đưa các yêu cầu về công việc hoặc đào tạo nghề vào phúc lợi Medicaid cho khoảng 75.000 người trưởng thành. Bà phản đối việc mở rộng Medicaid. Trong Đại dịch COVID-19, bà đã ban bố tình trạng khẩn cấp vào ngày 13 tháng 3; miễn cưỡng ra lệnh lưu trú tại nhà.

## Lịch sử tranh cử
| Đảng          | Đảng          | Thành viên           | Phiếu bầu | %      |
| ------------- | ------------- | -------------------- | --------- | ------ |
|               | Cộng hòa      | Kay Ivey (incumbent) | 330,743   | 56,1%  |
|               | Cộng hòa      | Tommy Battle         | 146,887   | 24,9%  |
|               | Cộng hòa      | Scott Dawson         | 79,302    | 13,5%  |
|               | Cộng hòa      | Bill Hightower       | 29,275    | 5,0%   |
|               | Cộng hòa      | Michael McAllister   | 3,326     | 0,6%   |
| Tổng số phiếu | Tổng số phiếu | Tổng số phiếu        | 589,533   | 100,0% |

| Tổng tuyển cử Thống đốc Alabama 2018 | Tổng tuyển cử Thống đốc Alabama 2018 | Tổng tuyển cử Thống đốc Alabama 2018 | Tổng tuyển cử Thống đốc Alabama 2018 | Tổng tuyển cử Thống đốc Alabama 2018 | Tổng tuyển cử Thống đốc Alabama 2018 |
| Đảng                                 | Đảng                                 | Ứng cử viên                          | Số phiếu                             | %                                    | ±                                    |
| ------------------------------------ | ------------------------------------ | ------------------------------------ | ------------------------------------ | ------------------------------------ | ------------------------------------ |
|                                      | Cộng hòa                             | Kay Ivey (đương nhiệm)               | 1.022.457                            | 59,46%                               | -4,10%                               |
|                                      | Dân chủ                              | Walt Maddox                          | 694.495                              | 40,39%                               | +4,15%                               |
| Tổng số phiếu                        | Tổng số phiếu                        | Tổng số phiếu                        | 1,719,589                            | 100,0%                               |                                      |
|                                      | Cộng hòa Giữ ghế                     |                                      |                                      |                                      |                                      |

## Đời tư
Kay Ivey đã kết hôn và ly hôn hai lần, không có con. Cuộc hôn nhân đầu tiên của cô là với Ben LaRavia, họ đã đính hôn khi học tại Đại học Auburn. Năm 2019, Kay Ivey được chẩn đoán mắc bệnh ung thư phổi. Bà được điều trị ngoại trú tại Đại học Alabama ở Birmingham. Bà phát biểu rằng bà tin tưởng vào kế hoạch và mục đích của Chúa cho cuộc đời mình. Kết quả khám bệnh năm 2020 cho thấy bà bị ung thư ở giai đoạn I và đáp ứng tốt với điều trị bằng tia xạ.